# 阎家店镇
阎家店镇，也可写作闫家店镇，是中华人民共和国河北省唐山市迁安市下辖的一个乡镇级行政单位，由2020年阎家店乡撤乡设镇而来。

## 行政区划
闫家店镇下辖以下地区：
阎家店二村、阎家店一村、阎家店三村、坎新庄村、于家坎村、东峡口村、西峡口村、隔滦河村、赵庄村、提铃寨村、李姑店村、芝草坞村、孙家店村、羊山村、滕庄村、洗甲河村和六股道村。